# Station Aosta-Aoste
Station Aosta-Aoste is als spoorwegstation het centraal station van de stad Aosta (Aoste) in de autonome regio van het Aostadal in Italië.
Het station werd in 1886 geopend samen met de spoorlijn uit Chivasso. In 1929 werd vanuit Aosta de spoorlijn Aosta - Pré-Saint-Didier geopend.

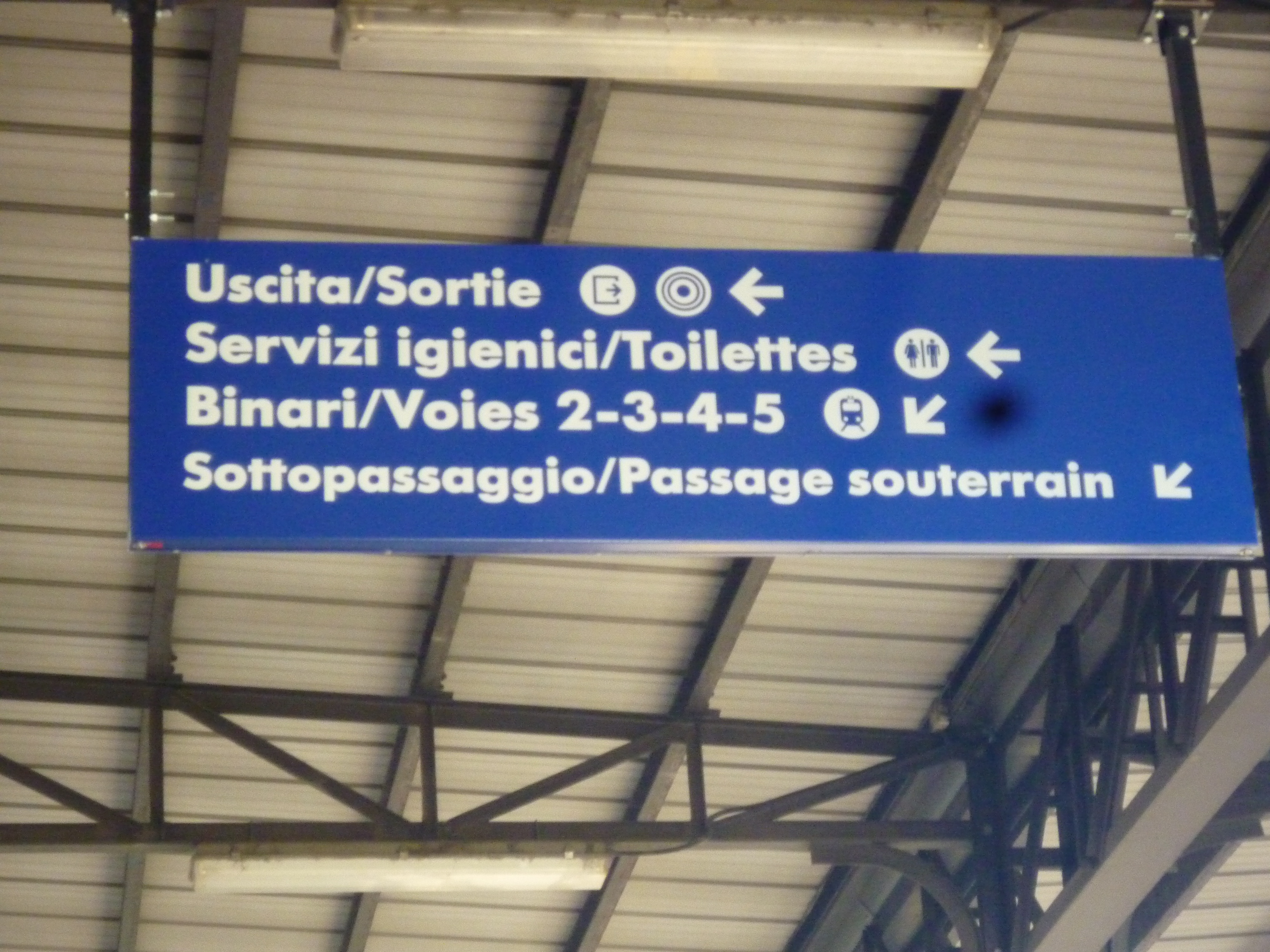
Tweetalig Italiaans-Frans bord in het station.

De stationsnaam wordt volgens de regels van Trenitalia in het Italiaans aangegeven, gevolgd door het Frans als lokale taal.